# 圆柄黄连木
圆柄黄连木（學名：Pistacia palaestina）是漆树科黄连木属植物，分布于地中海地区和沙特阿拉伯。巴勒斯坦黄连木曾经是一个独立的种，但形态学及分子生物学的研究表明巴勒斯坦黄连木应并入本种。

## 误称
虽然圆柄黄连木常被称为笃耨香，但古籍记载中的笃耨香原产柬埔寨一带，不可能是圆柄黄连木。
圆柄黄连木在台湾常被误称为巴西乳香，但二者是不同的植物。巴西乳香是漆树科肖乳香属植物，也叫巴西胡椒木。
圆柄黄连木的英文名除了还有。一词原本指的就是圆柄黄连木和翅轴黄连木的树脂而不是松节油，后来才演变出松节油的含义。某些圣经汉译本因此将其误译为“松树”。

## 特征
落叶灌木或小乔木，高2–6(–12)米。奇数或偶数羽状复叶10–19×6–19厘米。叶柄圆（其它黄连木的叶柄扁平或有棱角），偶见扁平；叶轴无翼。小叶(3–)6–11片，3.5–8×1–3.1厘米, 对生或近对生，卵形至狭卵形，短尖, 逐渐变为革质，微被柔毛或无毛；顶生小叶如果存在的话为1–6×5–20毫米，比侧生小叶小。雄花的圆锥花序长8厘米，疏散分枝；苞片大，有白色长毛。雌花的圆锥花序长15(–23)厘米，果期变大；苞片大，初期有白色长毛，但很快脱落。核果发红，熟时变蓝。

## 用途
圆柄黄连木在古代地中海地区被视为具有神奇效力的圣树。其树脂品质上乘、香味怡人，用于治病驱邪。不过圆柄黄连木的树脂产量很低，古代地中海地区的黄连木树脂可能主要来源于树脂产量很高的翅轴黄连木。